# تمزق الأبهر الرضحي
تمزق الشريان الأبهر الرضحي، الذي يُسمى أيضًا انقسام أو انقطاع الأبهر الرضحي، هو حالة يتمزق أو ينقطع فيها الشريان الأبهر، وهو أكبر شريان في الجسم، نتيجة لصدمة يتعرض لها الجسم. غالبًا ما تكون الحالة قاتلة بسبب النزيف الغزير الناتج عن التمزق. نظرًا لأن الشريان الأبهر يتفرع مباشرة من القلب لتزويد الدم إلى باقي الجسم، يكون الضغط بداخله كبير جدًا، وقد يُضخ الدم من المنطقة المتمزقة في الأوعية الدموية بسرعة كبيرة. قد يؤدي ذلك إلى حدوث صدمة والموت. يعد تمزق الأبهر الرضحي شائع الحدوث كسبب وفاة في حوادث السيارات والصدمات الأخرى، إذ ترتبط 18% من الوفيات التي تحدث في تصادم السيارات بهذه الإصابة. في الواقع، يعد تمزق الأبهر الناجم عن صدمة الصدر الحادة السبب الرئيسي الثاني للوفاة نتيجة الحوادث بعد إصابات الدماغ الرضية.
قد يحدث تمزق الأبهر أيضًا بسبب آليات غير رضحية، وخاصةً تمزق أم الدم الأبهرية البطنية.

## الأعراض
غالبًا ما تكون الأعراض غير موثوقة، ولكنها تشمل ألمًا شديدًا في الصدر وسعال وضيق التنفس وعسر البلع (صعوبة البلع) وألم في الظهر وبحة في الصوت. عادةً ما يكون ضغط الدم مرتفعًا في الجزء العلوي من الجسم، ولكنه منخفض في الجزء السفلي من الجسم. غالبًا ما يُشاهد توسع في المنصف وتدمي الصدر الأيسر الشديد عند التصوير بالأشعة السينية. قد تُشاهد كدمات في جدار الصدر الأمامي، ويمكن سماع لغظ انقباضي في الجزء السفلي من القلب.

## الأسباب
تحدث الإصابة عادةً بسبب الاصطدامات عالية السرعة مثل تلك التي تحدث في تصادم السيارات وحالات السقوط الخطيرة. قد تحدث بسبب معدلات التباطؤ المختلفة في القلب والشريان الأبهر.

## العلاج

### قطع الأبهر
يمكن علاج تمزق الأبهر الرضحي بالجراحة. مع ذلك، تعد معدلات الإمراضية والوفيات للعلاج الجراحي للشريان الأبهر لهذه الحالة ضمن أعلى المعدلات بين جراحات القلب والأوعية الدموية. مثلًا، ترتبط الجراحة بارتفاع معدل الشلل السفلي (النصفي)، لأن النخاع الشوكي حساس جدًا للإقفار (نقص التروية الدموية)، وقد يتلف النسيج العصبي أو يتموت بسبب انقطاع إمداد الدم أثناء الجراحة.
يوجد خيار علاجي أقل بضعًا للمريض وهو الإصلاح داخل الأوعية الدموية، والذي لا يتطلب بضع الصدر المفتوح وقد يكون أكثر أمانًا المرضى الذين يعانون من إصابات أخرى في بقية الأعضاء.
نظرًا لأن ارتفاع ضغط الدم قد يؤدي إلى تفاقم حدوث تمزق غير كامل في الشريان الأبهر أو حتى انفصاله تمامًا عن القلب، ما قد يقتل المريض في أغلب الحالات، يتخذ طاقم المستشفى إجراءات للحفاظ على ضغط الدم منخفضًا. تتضمن هذه الإجراءات إعطاء مسكنات للألم، والحفاظ على هدوء المريض، وتجنب الإجراءات التي قد تسبب الاختناق أو التقيؤ. يمكن إعطاء حاصرات بيتا وموسعات الأوعية لخفض ضغط الدم، وعدم إعطاء السوائل الوريدية التي قد تُعطى عادةً لتجنب ارتفاعه.
في عام 1959، أعلن باسارو عن أول عملية إصلاح جراحي ناجحة للشريان الأبهر الممزق. أبلغ كيرش، في عام 1976، عن نسبة نجاح بلغت 70% في جراحة لإصلاح الشريان الأبهر الممزق، بناءً على 10 سنوات من الخبرة كجراح. لذلك، بالنسبة لمن يصلون إلى المشفى أحياء (نسبة 85% يموتون قبل ذلك)، إذا شُخصوا بنجاح في الوقت المناسب وخضعوا للعمليات الجراحية المناسبة بسرعة، تكون فرص النجاة أعلى.